# Milton Nobre
Milton Augusto de Brito Nobre (Belém, 21 de dezembro de 1946) é um magistrado brasileiro. Foi desembargador do Tribunal de Justiça do Estado do Pará (TJ-PA) de 1999 a 2021, tendo presidido a instituição no biênio 2005-2007 e sido decano do tribunal. Integrou o Conselho Nacional de Justiça (CNJ) de 2009 a 2011. 
Presidiu o Colégio Permanente de Presidentes dos Tribunais de Justiça, no período de 2013 a 2015, tendo, em sua gestão, procedido a transformação do colegiado em Conselho dos Tribunais de Justiça do Brasil. Foi governador do Estado do Pará, em exercício, por duas vezes, no ano de 2006.
Foi Professor Associado I (aposentado voluntariamente em 2007) de Direito Comercial da Universidade Federal do Pará (UFPA), onde ingressou por concurso público em 1972, no qual foi aprovado em 1º lugar, sendo professor de cursos de pós-graduação e professor titular de Direito Comercial do antigo CESEP, atual Universidade da Amazônia (UNAMA).

## Carreira

### Formação e atividade acadêmica
Milton Nobre é bacharel em Direito pela Universidade Federal do Pará (1970), tendo recebido a "Medalha-Prêmio Ernesto Chaves" (em ouro), láurea concedida por sua aplicação e estudo. Fez aperfeiçoamento em Teoria Geral do Direito (1975) e especialização em Direito Privado (1981) pela mesma Universidade. Também na UFPA concluiu os créditos do mestrado em Direito em 1985 (créditos concluídos e aprovado no exame geral de qualificação com conceito "Excelente", sem apresentação de dissertação. Possui o título de Notório Saber, equivalente a Doutor, para fins acadêmicos, conferido por deliberação do Conselho Superior de Ensino e Pesquisa da UFPA em 2005. 
Em 2006 a UNAMA outorgou-lhe o título de "Professor Emérito da Universidade da Amazônia", da qual recebeu, também, em 2017, o título de "Doutor Honoris Causa".
No ano de 2011 recebeu o título de "Doutor Honoris Causa" outorgado pelo Centro de Estudos Superiores do Pará - CESUPA.
Foi diretor Instituto de Ciências Jurídicas da UFPA de 1998 a 1999. Também foi diretor-geral da Escola Superior da Magistratura do Pará.

### Outros cargos e funções públicas exercidos
Chefe de Gabinete do Prefeito de Belém, Consultor Geral do Município de Belém e Secretário Municipal de Assuntos Jurídicos de Belém. Procurador Geral da Universidade Federal do Pará. Diretor do Centro de Ciências Jurídicas (atual Instituto de Ciências Jurídicas - ICJ) da Universidade Federal do Pará; Assessor Jurídico da Presidência do Tribunal de Contas dos Municípios do Estado do Pará, 1993; Chefe da Assessoria Jurídica da Presidência do Tribunal de Contas dos Municípios do Estado do Pará, 1994.

### Vinculação a entidades e associações
Ex-presidente da Ordem dos Advogados do Brasil, Seção do Pará, e Ex-presidente do Instituto dos Advogados do Pará - IAP. Conselheiro Federal da Ordem dos Advogados do Brasil, biênios 87/89, 89/91, 96/98 e Conselheiro- Secretário da 2ª Câmara do mesmo Conselho. É membro do Instituto dos Advogados Brasileiros e da Academia Paraense de Letras Jurídicas, da qual é titular da Cadeira nº 21, que tem como patrono Inglês de Souza. Ex-presidente da Academia Paraense de Letras Jurídicas.

### Magistratura
Tornou-se desembargador do Tribunal de Justiça do Estado do Pará pelo quinto constitucional em 22 de dezembro de 1999, nomeado pelo governador Almir Gabriel. Foi presidente do TJ-PA de 2005 a 2007. Nessa função, respondeu pelo estado frente ao pedido de Federalização das investigações e processo no caso do assassinato da missionária Dorothy Stang. Procedeu, em sua administração, a informatização do Poder Judiciário e a mudança da sede do Tribunal de Justiça para um histórico prédio doado e reformado pelo Governo do Estado, na Avenida Almirante Barroso, considerado um dos mais bonitos do país.
Em 2007, integrou lista quádrupla para ocupar vaga de ministro do Superior Tribunal de Justiça.
Indicado pelo Supremo Tribunal Federal, integrou o Conselho Nacional de Justiça de 2009 a 2011, em vaga destinada a membro de tribunal estadual, e presidiu a Comissão Permanente do CNJ de Relacionamento Institucional e Comunicação.
Aposentou-se do cargo de desembargador em 27 de outubro de 2021.

## Condecorações
Entre as dezenas de condecorações recebidas, destacam-se: “Grã Cruz da Ordem do Mérito Judiciário do Pará" e Alta Distinção Judiciária, outorgadas pelo Tribunal de Justiça do Pará; “Ordem do Mérito do Grão-Pará", no grau de Grande Oficial; Ordem do Mérito Naval, no grau de Comendador, concedida por Decreto do Presidente da República, de 25 de maio de 2005; Ordem do Mérito Aeronáutico, no grau de Comendador, concedido por Decreto do Presidente da República, de 26 de setembro de 2005; Ordem do Mérito Militar, no grau de Comendador, por promoção, conforme Decreto da Presidente da República de 19 de abril de 2011; Ordem do Mérito Judiciário Militar, no grau Alta Distinção, concedida pelo Superior Tribunal Militar, em 14 de outubro de 2009; Ordem do Mérito Judiciário do Trabalho, no grau de Grande Oficial, concedido pelo Tribunal Superior do Trabalho, em 8 de agosto de 2012; Cruz de Mérito Judiciário, concedida pela Associação dos Magistrados Brasileiros, em 22 de novembro de 2012.

## Trabalhos científicos e livros publicados
Entre as muitas obras e artigos publicados em livros, jornais e revistas especializadas, destaca-se:
- Coletânea de Pareceres Volume I, livro editado pela PMB, 1976 - Belém-PA.
- Coletânea de Pareceres, Volume II, livro editado pela PMB - 1978 - Belém-PA.
- Direito Administrativo Aplicado e Comparado. Tomo I, Ed. Resenha Universitária de 1979, São Paulo, publicado em conjunto com Hely Lopes Meirelles, Arruda Alvim, J. Cretella Júnior, Rúbem R. Nogueira e outros.
- Aspectos da Companhia de Economia Mista e a Lei das Sociedades Anônimas, monografia publicada pela Universidade Federal do Pará – UFPa, 1983.
- Estado Laico e a Liberdade Religiosa (coordenador, junto a Ives Gandra da Silva Martins Filho). 1ª ed. São Paulo: LTr, 2011.
- O CNJ e dos desafios da efetivação do Direito à Saúde (coordenador, junto a Ricardo Dias). 1. ed. Belo Horizonte: Editora Fórum, 2011.
- O Modelo Brasileiro de Assistência à Saúde e Sua Reflexividade. In: ASENSI, Felipe; MUTIZ, Paula Lúcia Arévalo; PINHEIRO, Roseni. (coord.). Direito e saúde: enfoques interdisciplinares. Curitiba: Juruá, 2013, p. 93-108.
- Reflexões sobre o Conselho Nacional de Justiça: a experiência deu certo?. In: STOCO, Rui e PERALVA, Janaína (coord.). Dez anos de reforma do Judiciário e o nascimento do Conselho Nacional de Justiça. São Paulo: Revista dos Tribunais, 2015, p. 327-340.
- O Declamador e Outras Histórias (livro de contos). Edição All Prints, São Paulo, 2016.